# Nintendo Life

Logo

Nintendo Life ist ein Online-Medienportal, das 2005 von Anthony Dickens gegründet wurde und sich auf das Nintendo-Ökosystem spezialisiert hat. Es wird heute von Hookshot Media (zuvor Nlife Media) betrieben.

## Inhalt
Nintendo Life beschäftigt sich nicht nur mit den neuesten Entwicklungen im Nintendo-Ökosystem, sondern bietet auch retrospektive Inhalte zu älteren Spielen und Geräten. Das Portal veröffentlicht Rezensionen, Neuigkeiten, Downloads und andere Inhalte, um die Nintendo-Gemeinde zu informieren und zu unterhalten. Folgende Rubriken werden thematisiert:
- Nintendo Switch
- Wii U
- Wii
- Nintendo 3DS
- Nintendo DSi
- Spieleklassiker auf der Nintendo Virtual Console

### Funktionen
Registrierte Benutzer des Online-Portals erhalten Zugriff auf spezielle Funktionen wie das Anlegen von Benutzerprofilen, das Schreiben von Kommentaren zu Artikeln, das Hinterlassen von Rezensionen und die Teilnahme an Diskussionen. Registrierte Benutzer haben außerdem Werbefreiheit und können auf spezielle Angebote wie Download-Titel zugreifen.

## Geschichte
Nintendo Life wurde 2005 gegründet und expandierte 2009, indem es die Websites WiiWare World und Virtual Console Reviews übernahm. Im Jahr 2011 schloss das Portal einen Partnerschaftsvertrag mit Gamer Network (damals Eurogamer Network), um die Vermarktung und Geschäftsentwicklung zu koordinieren.

### Redaktionelle Leitung
Der Hauptsitz von Nintendo Life wird von Gavin Lane, seinem Editor, geführt.

### Partnerschaft mit Eurogamer Network
Im Jahr 2011 schloss Nintendo Life einen Partnerschaftsvertrag mit dem Eurogamer Network, um Vermarktung und Geschäftsentwicklung zu koordinieren. Ein ähnlicher Deal wurde im Jahr 2011 zwischen Eurogamer Network und der PC-Website Rock Paper Shotgun geschlossen.